# 夏のポラロイド
「夏のポラロイド」（なつのポラロイド）は、1987年6月21日に発売された崎谷健次郎の通算2枚目のシングル。「瓶の中の少年（NO STRINGS VERSION）」（びんのなかのしょうねん）をカップリング曲に収録。

## 解説
プロデュースは、秋元康、崎谷健次郎。Two-Two-One.スタジオにて収録。
崎谷は、この曲にスモーキー・ロビンソン、アル・グリーンからの影響を反映させているという。
1st.アルバム『DIFFERENCE』と同日発売された。
ディスクジャケットはパステル調の切絵でアルバムとほぼ同仕様。
シングルカセットも同時発売。アルバムジャケットデザインのステッカーが封入された。

## ミュージック・ビデオ
ミュージック・ビデオは、男性2人、女性1人からなる若者たちの自由奔放な生活が映し出されるシーンで構成。ポニーキャニオンのYouTubeで視聴可能。
オリジナル盤との大きな違いは2番歌唱後に入る間奏が実際よりも短く編集され、フェイドアウトもシングルより早く行われ、トータルで30秒短い音源となっている。

## 収録曲
全作詞：秋元康　作曲：崎谷健次郎
1. 夏のポラロイド
編曲：崎谷健次郎・武部聡志
キーボード：崎谷健次郎
1st.アルバム『DIFFERENCE』に収録。
1st.ベスト・アルバム『SAKIYA REMIXED WORKS vol.1 夏』には、remixバージョンが収録。
3rd.ベスト・アルバム『崎谷健次郎 BEST COLLECTION』には、シングルバージョンが収録。
5th.ベスト・アルバム『プラチナムベスト 崎谷健次郎〜Mellow Groove Collection〜』には、シングルバージョンが収録。
1st.インストゥルメンタル・アルバム『KENJIRO SAKIYA HAND MADE MUSIC BOX "BRIDAL EDITION" 』には、オルゴールバージョンが収録。
7th.インストゥルメンタル・アルバム『Summer Afternoon 〜backtrack & piano〜 』には、コーラスバージョンが収録。
2. 瓶の中の少年（NO STRINGS VERSION）
編曲・ピアノ：倉田信雄
1st.アルバム『DIFFERENCE』には、ストリングスを加えたバージョンが収録。
長らくアルバム未収録音源であったが、2018年5月に発売された1st.アルバム『DIFFERENCE』のリマスター再発盤にボーナス・トラックの1曲として収録された。